# Chris Carrabba
Christopher Andrew « Ender » Carrabba (né le 10 avril 1975 à West Hartford) est un auteur-compositeur-interprète américain.
Il est le principal chanteur et le guitariste du groupe Dashboard Confessional, et était auparavant le chanteur du groupe Further Seems Forever.